# حمدا لله - إنه الجمعة (فلم)
حمدًا لله، إنه الجمعة (بالإنجليزية: Thank God It's Friday) هو فيلم موسيقي تم إنتاجه في الولايات المتحدة وصدر في سنة 1978.

## بطولة
- جيف غولدبلوم

### ترشيحات وجوائز
| السنة | الحدث  | الفئة      | النتيجة  |
| ----- | ------ | ---------- | -------- |
|       | أوسكار | أفضل أغنية | فـــــوز |

## الميزانية والإيرادات
بلغت تكلفة إنتاج الفيلم حوالي 2.2 مليون دولار.

## وصلات خارجية
- مقالات تستعمل روابط فنية بلا صلة مع ويكي بيانات